# Ingvar Carlsson (pilota di rally)
Ingvar Carlsson (Nyköping, 2 aprile 1945 – Nyköping, 28 ottobre 2009) è stato un pilota di rally svedese, vincitore in carriera di due prove del campionato del mondo rally.

## Biografia
Tra i piloti di rally svedesi che ha ottenuto i migliori risultati nel campionato del mondo rally, è morto nel 2009, vinto da un male incurabile, a 64 anni.
Dopo essersi ritirato dalle competizioni, fece da consulente ad una azienda tedesca di elaborazioni automobilistiche che ancora oggi porta il suo nome, la Carlsson Autotechnik.

## Palmarès
1986
- 6º nel Campionato del mondo rally su Mazda RX 7

1989
- 7º nel Campionato del mondo rally su Mazda 323 4WD

### Podi nel mondiale rally
| Anno | Rally                  | Copilota       | Vettura       | Pos. |
| ---- | ---------------------- | -------------- | ------------- | ---- |
| 1985 | Rally dell'Acropoli    | Benny Melander | Mazda RX 7    | 3º   |
| 1989 | Rally di Svezia        | Per Carlsson   | Mazda 323 4WD | 1º   |
| 1989 | Rally di Nuova Zelanda | Per Carlsson   | Mazda 323 4WD | 1º   |
| 1990 | Rally di Nuova Zelanda | Per Carlsson   | Mazda 323 4WD | 2º   |

## Risultati nell'ICM/WRC
- 1971 - BMW 2002 TI - 13° al Rally di Svezia
- 1972 - BMW 2002 TII e Fiat 124 Spider - 6° al Rally di Svezia e ritirato al Rally di Gran Bretagna[2]

| 1974 | Scuderia   | Vettura                              |     |  |  |  |  |  |     |  |  |  |  |  |  |  |  |  | Punti | Pos. |
| ---- | ---------- | ------------------------------------ | --- |  |  |  |  |  | --- |  |  |  |  |  |  |  |  |  | ----- | ---- |
| 1974 | Entreposto | Datsun 260Z e Fiat 124 Abarth Rallye | Rit |  |  |  |  |  | Rit |  |  |  |  |  |  |  |  |  |       |      |

| 1975 | Scuderia   | Vettura                |  |   |  |  |  |  |  |  |  |  |  |  |  |  |  |  | Punti | Pos. |
| ---- | ---------- | ---------------------- |  | - |  |  |  |  |  |  |  |  |  |  |  |  |  |  | ----- | ---- |
| 1975 | Fiat Rally | Fiat 124 Abarth Rallye |  | 5 |  |  |  |  |  |  |  |  |  |  |  |  |  |  |       |      |

| 1976 | Scuderia     | Vettura  |  |     |  |  |  |  |  |  |  |  |  |  |  |  |  |  | Punti | Pos. |
| ---- | ------------ | -------- |  | --- |  |  |  |  |  |  |  |  |  |  |  |  |  |  | ----- | ---- |
| 1976 | SMK Nyköping | BMW 2002 |  | Rit |  |  |  |  |  |  |  |  |  |  |  |  |  |  |       |      |

| 1977 | Scuderia | Vettura     |  |     |  |  |  |  |  |  |  |  |  |  |  |  |  |  | Punti | Pos. |
| ---- | -------- | ----------- |  | --- |  |  |  |  |  |  |  |  |  |  |  |  |  |  | ----- | ---- |
| 1977 |          | BMW 2002 TI |  | Rit |  |  |  |  |  |  |  |  |  |  |  |  |  |  |       |      |

| 1980 | Scuderia                                                                | Vettura                                                |    |    |   |  |     |  |  |     |  |  |  |  |  |  |  |  | Punti | Pos. |
| ---- | ----------------------------------------------------------------------- | ------------------------------------------------------ | -- | -- | - |  | --- |  |  | --- |  |  |  |  |  |  |  |  | ----- | ---- |
| 1980 | Scuderia Kassel, C. Santos - Mercedes, Daimler-Benz e Cable-Price Corp. | Mercedes-Benz 280 CE, BMW 323i e Mercedes-Benz 450 SLC | 11 | 10 | 5 |  | Rit |  |  | Rit |  |  |  |  |  |  |  |  | 9     | 31º  |

| 1981 | Scuderia        | Vettura  |  |     |  |  |  |  |  |  |  |  |  |  |  |  |  |  | Punti | Pos. |
| ---- | --------------- | -------- |  | --- |  |  |  |  |  |  |  |  |  |  |  |  |  |  | ----- | ---- |
| 1981 | Publimmo Racing | BMW 323i |  | Rit |  |  |  |  |  |  |  |  |  |  |  |  |  |  | 0     |      |

| 1982 | Scuderia | Vettura  |  |     |  |  |  |  |  |  |  |  |  |  |  |  |  |  | Punti | Pos. |
| ---- | -------- | -------- |  | --- |  |  |  |  |  |  |  |  |  |  |  |  |  |  | ----- | ---- |
| 1982 |          | BMW 323i |  | Rit |  |  |  |  |  |  |  |  |  |  |  |  |  |  | 0     |      |

| 1983 | Scuderia     | Vettura  |  |    |  |  |  |  |  |  |     |  |  |  |  |  |  |  | Punti | Pos. |
| ---- | ------------ | -------- |  | -- |  |  |  |  |  |  | --- |  |  |  |  |  |  |  | ----- | ---- |
| 1983 | Forenade Oil | BMW 323i |  | 11 |  |  |  |  |  |  | Rit |  |  |  |  |  |  |  | 0     |      |

| 1984 | Scuderia                | Vettura                |     |    |  |  |  |     |  |  |  |  |  |     |  |  |  |  | Punti | Pos. |
| ---- | ----------------------- | ---------------------- | --- | -- |  |  |  | --- |  |  |  |  |  | --- |  |  |  |  | ----- | ---- |
| 1984 | Mazda Rally Team Europe | Mazda 323 e Mazda RX-7 | Rit | 13 |  |  |  | Rit |  |  |  |  |  | Rit |  |  |  |  | 0     |      |

| 1985 | Scuderia                | Vettura    |  |   |  |  |  |   |  |  |  |  |  |    |  |  |  |  | Punti | Pos. |
| ---- | ----------------------- | ---------- |  | - |  |  |  | - |  |  |  |  |  | -- |  |  |  |  | ----- | ---- |
| 1985 | Mazda Rally Team Europe | Mazda RX-7 |  | 8 |  |  |  | 3 |  |  |  |  |  | 10 |  |  |  |  | 16    | 16º  |

| 1986 | Scuderia                | Vettura       |     |     |  |  |  |  |  |  |     |  |  |    |  |  |  |  | Punti | Pos. |
| ---- | ----------------------- | ------------- | --- | --- |  |  |  |  |  |  | --- |  |  | -- |  |  |  |  | ----- | ---- |
| 1986 | Mazda Rally Team Europe | Mazda 323 4WD | Rit | Rit |  |  |  |  |  |  | Rit |  |  | 10 |  |  |  |  | 1     | 70º  |

| 1987 | Scuderia                | Vettura       |   |   |     |  |  |  |  |  |     |     |  |  |  |  |  |  | Punti | Pos. |
| ---- | ----------------------- | ------------- | - | - | --- |  |  |  |  |  | --- | --- |  |  |  |  |  |  | ----- | ---- |
| 1987 | Mazda Rally Team Europe | Mazda 323 4WD | 4 | 4 | Rit |  |  |  |  |  | Rit | Rit |  |  |  |  |  |  | 20    | 17º  |

| 1988 | Scuderia                | Vettura       |     |   |    |  |  |  |  |  |  |  |  |  |  |  |  |  | Punti | Pos. |
| ---- | ----------------------- | ------------- | --- | - | -- |  |  |  |  |  |  |  |  |  |  |  |  |  | ----- | ---- |
| 1988 | Mazda Rally Team Europe | Mazda 323 4WD | Rit | ? | SQ |  |  |  |  |  |  |  |  |  |  |  |  |  | 0     |      |

| 1989 | Scuderia                | Vettura       |  |   |  |  |  |  |   |  |  |     |  |  |   |  |  |  | Punti | Pos. |
| ---- | ----------------------- | ------------- |  | - |  |  |  |  | - |  |  | --- |  |  | - |  |  |  | ----- | ---- |
| 1989 | Mazda Rally Team Europe | Mazda 323 4WD |  | 1 |  |  |  |  | 1 |  |  | Rit |  |  | 8 |  |  |  | 43    | 7º   |

| 1990 | Scuderia                | Vettura       |  |  |  |  |  |   |  |  |   |  |  |  |  |  |  |  | Punti | Pos. |
| ---- | ----------------------- | ------------- |  |  |  |  |  | - |  |  | - |  |  |  |  |  |  |  | ----- | ---- |
| 1990 | Mazda Rally Team Europe | Mazda 323 4WD |  |  |  |  |  | 2 |  |  | 5 |  |  |  |  |  |  |  | 23    | 10º  |

| 1991 | Scuderia                | Vettura       |  |   |  |  |  |  |   |  |  |     |  |  |  |  |  |  | Punti | Pos. |
| ---- | ----------------------- | ------------- |  | - |  |  |  |  | - |  |  | --- |  |  |  |  |  |  | ----- | ---- |
| 1991 | Mazda Rally Team Europe | Mazda 323 GTX |  | 4 |  |  |  |  | 8 |  |  | Rit |  |  |  |  |  |  | 13    | 16º  |

| Legenda | 1º posto | 2º posto | 3º posto | A punti | Senza punti | Ritirato | Squalificato | NP=Non partito C=Gara cancellata | Apice=Power stage |